# Joseph Kent
Joseph Kent, född 14 januari 1779 i Calvert County, Maryland, död 24 november 1837 nära Bladensburg, Maryland, var en amerikansk politiker. Han representerade delstaten Maryland i båda kamrarna av USA:s kongress, först i representanthuset 1811-1815 samt 1819-1826 och sedan i senaten från 1833 fram till sin död. Han var guvernör i Maryland 1826-1829.
Kent studerade medicin och inledde 1799 sin karriär som läkare i Lower Marlboro. Han flyttade 1807 till närheten av Bladensburg.
Kent gick med i demokrat-republikanerna. Han efterträdde 1811 Archibald Van Horne som kongressledamot och efterträddes 1815 av John Carlyle Herbert. Han tillträdde 1819 på nytt som kongressledamot. Kent avgick 1826 för att tillträda som guvernör. Han efterträddes 1829 som guvernör av Daniel Martin.
Kent efterträdde 1833 Samuel Smith som senator för Maryland. Han gick sedan med i Whigpartiet. Senator Kent avled 1837 i ämbetet. Anglikanen Kent gravsattes på en familjekyrkogård nära Bladensburg.